# Matthias Zimmermann
Matthias Jürgen Zimmermann (Pforzheim, Alemania, 16 de junio de 1992) es un futbolista alemán. Juega de defensa y su equipo es el Fortuna Düsseldorf de la 2. Bundesliga.

## Selección nacional
Ha sido internacional con la selección de fútbol sub-20 de Alemania.

## Clubes
| Club                          | País     | Año           |
| ----------------------------- | -------- | ------------- |
| Karlsruher SC                 | Alemania | 2009-2011     |
| Borussia Mönchengladbach      | Alemania | 2011-2013     |
| SpVgg Greuther Fürth (cedido) | Alemania | 2013          |
| SV Sandhausen (cedido)        | Alemania | 2013-2014     |
| Borussia Mönchengladbach II   | Alemania | 2014-2015     |
| VfB Stuttgart II              | Alemania | 2015-2016     |
| VfB Stuttgart                 | Alemania | 2016-2018     |
| Fortuna Düsseldorf            | Alemania | 2018-presente |